# Jaurim
A Jaurim (hangul: 자우림, Csaurim, handzsa:  紫雨林; „lila esőerdő”) 1997-ben alakult dél-koreai rockegyüttes. A The Man with a Flower című tévésorozat betétdalával lettek ismertek.

## Története
Ugly Duckling néven alakultak, ám 1997 második felében Jaurimra változtatták a nevüket. Sorozatbetétdallal lettek országosan ismertek, előtte az underground klubéletben már népszerű együttesnek számítottak. Első lemezük, a Purple Heart kritikai sikert is aratott. 2002-ben a feloszlás mellett döntöttek, az együttesen belül konfliktusok alakultak ki az énekesnő, Kim Juna (Kim Yun-a) egyre növekvő népszerűsége miatt. Később mégis újra összeálltak.
A dalszerző-énekesnő Kim Juna (Kim Yun-a) hangját gyakran dicsérik a kritikusok. Az együttes dobosa hozta létre a Soundholic kiadót 2003-ban, valamint azonos néven klubot is üzemeltet Szöulban.

## Tagjai
- Kim Juna (Kim Yun-a), 1974. március 11. (51 éves), énekesnő, dalszerző
- Ku Thehun (Gu Tae-hun), 1972. november 13. (52 éves), dobok
- Kim Dzsinman (Kim Jin-man), 1972. február 25. (53 éves), basszusgitár
- I Szonggju (Lee Seon-gyu), 1971. augusztus 28. (53 éves), gitár

## Diszkográfia
- Purple Heart, 1997
- 戀人 (연인, Lover), 1998
- The Wonderland, 2000
- 04, 2002
- All You Need Is Love, 2004
- Ashes to Ashes, 2006
- Ruby Sapphire Diamond, 2008
- 陰謀論 (음모론, Conspiracy Theory), 2011
- goodbye, grief, 2013